# Кледвин
Кледвин (V век) — валлийский святой. День памяти — 1 ноября.
Святой Кледвин (Cledwyn, Clydwyn), покровитель прихода в Лланглидвен (Llanglydwen), Кармартеншир, по преданию был старшим сыном святого Брихана из Брекнока. Среди его сестёр была св. Гвен Талгартская. Среди его сыновей упоминаются свв. Клидог (Clydog) и Дедью (Dedyu) или Деттю (Dettu). Считается, что он унаследовал от отца управление рядом его владений, а также был покорителем Южного Уэльса, что позволило упоминать его в некоторых источниках как короля Кередигиона и Диведа.